# 1993 en bande dessinée
| Années de la bande dessinée : 1990 - 1991 - 1992 - 1993 - 1994 - 1995 - 1996    |
| Décennies de la bande dessinée : 1960 - 1970 - 1980 - 1990 - 2000 - 2010 - 2020 |

Cet article présente les faits marquants de l'année 1993 en bande dessinée.

## Évènements
- 28 au 31 janvier : 20e Festival international de la bande dessinée d'Angoulême : Festival d'Angoulême 1993.
- janvier : Aux États-Unis, sortie de Superman no 75 (mort de Superman, certainement l'événement éditorial le plus médiatisé de l'histoire des comics), chez DC Comics
- 3 au 5 septembre : 5e Festival de Solliès-Ville
- septembre : Froid Équateur, le dernier volet de La Trilogie Nikopol d'Enki Bilal, est élu meilleur livre de l'année tous genres confondus par le magazine littéraire Lire - une première dans l'histoire de la bande dessinée française.
- Au Québec, la dessinatrice et enseignante Mira Falardeau crée les Éditions Falardeau.

## Nouveaux albums
Voir aussi : Albums de bande dessinée sortis en 1993

### Franco-belge
| Sortie    | Titre                                                                                 | Scénariste                          | Dessinateur                           | Coloriste        | Éditeur                  |
| --------- | ------------------------------------------------------------------------------------- | ----------------------------------- | ------------------------------------- | ---------------- | ------------------------ |
| janvier   | Astérix et la Rentrée gauloise no 32                                                  | René Goscinny                       | Albert Uderzo                         |                  | Les Éditions Albert René |
| août      | BD Évasion : Le Maltais no 2 : Les sept Samouraïs et demi                             | Loup Durand                         | Laurent Verron                        |                  | Glénat                   |
| novembre  | Benoît Brisefer no 8 : Hold-up sur pellicule                                          | Peyo                                | Peyo                                  |                  | Le Lombard               |
| avril     | Biggles raconte no 1 : La bataille d'Angleterre                                       | Bernard Asso                        | Francis Bergèse                       |                  | Lefrancq                 |
| décembre  | Bob Morane no 45 : Le jade de Séoul                                                   | Henri Vernes                        | Coria                                 |                  | Le Lombard               |
| mars      | Bout d’Homme no 3 : Vengeance                                                         | Jean-Charles Kraehn                 | Jean-Charles Kraehn                   |                  | Glénat                   |
| janvier   | Carland Cross no 3 : Tunnel                                                           | Michel Oleffe                       | olivier Grenson                       |                  | Lefrancq                 |
| janvier   | Carmen Lamour HS : Kongo                                                              | Stephen Desberg                     | Éric Maltaite                         |                  | P&T Production           |
| janvier   | Cédric no 6 : Chaud et froid                                                          | Raoul Cauvin                        | Laudec                                |                  | Dupuis                   |
| mars      | Celui qui est né deux fois : Red Road no 5 : Business Rodeo                           | Derib                               | Derib                                 |                  | Le Lombard               |
| juin      | Charly no 3 : Le réveil                                                               | Denis Lapière                       | Magda                                 |                  | Dupuis                   |
| mai       | Clifton no 15 : Mortelle saison                                                       | Bédu                                | Bédu                                  |                  | Le Lombard               |
| janvier   | Complainte des landes perdues no 1 : Sioban                                           | Jean Dufaux                         | Grzegorz Rosiński                     |                  | Dargaud                  |
| janvier   | Cori le Moussaillon no 6 : Dali capitan                                               | Bob de Moor                         | Bob de Moor                           |                  | Casterman                |
| juin      | Cubitus no 28 : Copain toutes catégories                                              | Dupa                                | Dupa                                  |                  | Le Lombard               |
| octobre   | Cubitus no 29 : Cubitus fait toujours le beau                                         | Dupa                                | Dupa                                  |                  | Le Lombard               |
| mai       | Dayak no 1 : Ghetto 9                                                                 | Philippe Adamov                     | Philippe Adamov                       |                  | Glénat                   |
| février   | Dick Hérisson no 5 : La conspiration des poissonniers                                 | Didier Savard                       | Didier Savard                         |                  | Dargaud                  |
| juin      | Double je tome 2                                                                      | Toff                                | Béhé                                  |                  | Vents d'Ouest            |
| janvier   | Double M no 2 : Une valse pour Anaïs                                                  | Pascal Roman                        | Félix Meynet                          |                  | Dargaud                  |
| mai       | Du côté de chez Poje no 4 : On ferme!                                                 | Raoul Cauvin                        | Louis-Michel Carpentier               |                  | Dupuis                   |
| juillet   | Être libre no 2 : La Vallée perdue                                                    | Marc Bourgne                        | Marc Bourgne                          |                  | Dargaud                  |
| février   | Eva Medusa no 2 : Toi, le désir...                                                    | Antonio Segura                      | Ana Mirallès                          |                  | Glénat                   |
| mars      | Germain et nous… no 14 : Vous n'y pensez pas?                                         | Serge Honorez                       | Frédéric Jannin                       |                  | Dupuis                   |
| octobre   | Giacomo C. no 6 : La bague des Fosca                                                  | Jean Dufaux                         | Griffo                                |                  | Glénat                   |
| septembre | Gorn no 2 : Le Pacte                                                                  | Tiburce Oger                        | Tiburce Oger                          |                  | Vents d'Ouest            |
| septembre | Halona                                                                                | Philippe Berthet                    | Philippe Berthet                      |                  | Dupuis - Aire libre      |
| novembre  | Hannah no 3 : L'irrésistible ascension                                                | Jean Annestay - Paul-Loup Sulitzer  | Franz                                 |                  | Dupuis                   |
| février   | Histoires de l'Histoire (6) : Moi Napoléon... : L'aventure égyptienne                 | Luc Dellisse                        | Thierry Gioux                         |                  | Le Lombard               |
| septembre | Horizon Blanc no 1 : Abel Baross                                                      | Pascal Renard                       | André Osi                             |                  | Le Lombard               |
| janvier   | Isabelle no 10 : Le sortilège des gâtines                                             | Yvan Delporte                       | Will                                  |                  | Dupuis                   |
| octobre   | Jeannette Pointu no 7 : Mission sur Mars                                              | Marc Wasterlain                     | Marc Wasterlain                       |                  | Dupuis                   |
| novembre  | Jérôme K. Jérôme Bloche no 9 : L'absent                                               | Alain Dodier                        | Alain Dodier                          |                  | Dupuis                   |
| novembre  | Jessica Blandy no 9 : Satan, mon frère                                                | Jean Dufaux                         | Renaud                                |                  | Dupuis                   |
| septembre | Jim Cutlass no 3 : L'alligator blanc                                                  | Jean Giraud                         | Christian Rossi                       |                  | Casterman                |
| novembre  | Jimmy Boy no 4 : Hollywood                                                            | Dominique David                     | Dominique David                       |                  | Dupuis                   |
| avril     | Jimmy Tousseul no 6 : La loi du solitaire                                             | Stephen Desberg                     | Daniel Desorgher                      |                  | Dupuis                   |
| novembre  | Jingle sex One shot                                                                   | Jim                                 | Jim                                   |                  | Vents d'Ouest            |
| octobre   | Jules Verne HS : Voyage au centre de la terre (1)                                     | Luc Dellisse                        | Claude Laverdure                      |                  | Lefrancq                 |
| septembre | Kucek no 1 : Princesse Salima                                                         | Georges Abolin                      | Olivier Pont                          |                  | Vents d'Ouest            |
| août      | L'Agent 212 no 15 : L'appeau de l'ours                                                | Raoul Cauvin                        | Daniel Kox                            |                  | Dupuis                   |
| mars      | L'homme de Java no 3 : Pirates                                                        | Pierre-Yves Gabrion                 | Pierre-Yves Gabrion                   |                  | Vents d'Ouest            |
| février   | L'Île des morts no 3 : Abyssus abyssum invocat                                        | Thomas Mosdi                        | Guillaume Sorel                       |                  | Vents d'Ouest            |
| mai       | L'Incal : John Difool avant l'Incal : no 5 : Ouisky, SPV et homéoputes                | Alejandro Jodorowsky                | Zoran Janjetov                        |                  | Les Humanoïdes Associés  |
| novembre  | La Caste des Méta-Barons : no 2 : Honorata la trisaïeule                              | Alejandro Jodorowsky                | Juan Giménez                          |                  | Les Humanoïdes Associés  |
| mai       | La fille aux ibis : L'irrésistible ascension                                          | Frank Giroud                        | Christian Lax                         |                  | Dupuis - Aire libre      |
| juin      | La Jeunesse de Blueberry no 8 : Trois hommes pour Atlanta                             | François Corteggiani                | Colin Wilson                          |                  | Alpen Publishers         |
| janvier   | Marshal Blueberry no 2 : Band                                                         | Jean Giraud                         | William Vance                         |                  | Ehapa Comic Collection   |
| juin      | La Patrouille des Castors no 30 : La pierre de foudre                                 | Mitacq                              | Mitacq                                |                  | Dupuis                   |
| septembre | La teigne no 2 : Haines flamboyantes                                                  | Téhy                                | Téhy                                  |                  | Vents d'Ouest            |
| octobre   | Largo Winch no 4 : Business blues                                                     | Jean Van Hamme                      | Philippe Francq                       |                  | Dupuis                   |
| avril     | Le Boche no 4 : Le cheval bleu                                                        | Éric Stalner                        | Daniel Bardet                         |                  | Glénat                   |
| octobre   | Le Chat no 5 : Le Chat au Congo                                                       | Philippe Geluck                     | Philippe Geluck                       |                  | Casterman                |
| octobre   | Le Cycle de Cyann no 1 : La sOurce et la sOnde                                        | François Bourgeon                   | Claude Lacroix                        |                  | Casterman                |
| janvier   | Le Gang Mazda no 4 : Le gang Mazda roucoule                                           | Tome                                | Christian Darasse                     |                  | Dupuis                   |
| septembre | Le Gang Mazda no 5 : Le gang Mazda cartonne                                           | Tome                                | Christian Darasse                     |                  | Dupuis                   |
| octobre   | Le Gang Mazda no 6 : Le gang Mazda accélère                                           | Tome                                | Christian Darasse                     |                  | Dupuis                   |
| avril     | Léo Loden no 3 : Adieu ma joliette                                                    | Christophe Arleston                 | Serge Carrère                         |                  | Glénat                   |
| octobre   | Léo Loden no 4 : Grillade provençale                                                  | Christophe Arleston                 | Serge Carrère                         |                  | Glénat                   |
| septembre | Léonard no 23 : Poil au génie!                                                        | Bob de Groot                        | Turk                                  |                  | Appro                    |
| avril     | Léonid et Spoutnika no 4 : Pour quelques kopecks de plus...                           | Yann                                | Philippe Bercovici                    |                  | Marsu Productions        |
| février   | ElfQuest - Le Pays des elfes no 12 : En quête d'un avenir                             | Wendi Pini                          | Wendi Pini                            |                  | Vents d'Ouest            |
| mai       | ElfQuest - Le Pays des elfes no 13 : Le Secret des maîtres-loups                      | Wendi Pini                          | Wendi Pini                            |                  | Vents d'Ouest            |
| août      | ElfQuest - Le Pays des elfes no 14 : L'Esprit noir                                    | Wendi Pini                          | Wendi Pini                            |                  | Vents d'Ouest            |
| janvier   | Le Phénix et le Dragon no 2 : Le serment de Lung Nhai                                 | Pham Minh Son                       | Pham Minh Son                         |                  | Glénat                   |
| mars      | Le Roi Vert no 2 : Guaharibos                                                         | Jean Annestay - Paul-Loup Sulitzer  | Gilles Mezzomo                        |                  | Dupuis                   |
| octobre   | Le Scrameustache no 24 : Le cristal des Atlantes                                      | Gos                                 | Gos                                   |                  | Dupuis                   |
| juillet   | Le Vent des Dieux no 8 : Ti Fun                                                       | Patrick Cothias                     | Thierry Gioux                         |                  | Glénat                   |
| août      | Les 4 As no 30 : Les extraterrestres                                                  | Georges Chaulet                     | François Craenhals - Jacques Debruyne |                  | Casterman                |
| septembre | Les Aigles décapitées no 7 : La prisonnière du donjon                                 | Jean-Charles Kraehn                 | Michel Pierret                        |                  | Glénat                   |
| août      | Les aventures de Charlotte no 1 : Le secret des Cornacs                               | Rudi Miel                           | André Taymans                         |                  | Casterman                |
| octobre   | Les Casseurs no 20 : Chassé-croisé                                                    | André-Paul Duchâteau                | Christian Denayer                     |                  | Le Lombard               |
| septembre | Les chefs-d'œuvre de la B.D. humoristique Tome 2 : Bibi Fricotin                      | Pierre Lacroix                      | Pierre Lacroix                        |                  | Vents d'Ouest            |
| novembre  | Les Chemins de Malefosse no 7 : La vierge                                             | Daniel Bardet                       | François Dermaut                      |                  | Glénat                   |
| juin      | Les Femmes en blanc no 11 : Sang dessus dessous                                       | Raoul Cauvin                        | Philippe Bercovici                    |                  | Dupuis                   |
| juillet   | Les Feux d'Askell no 1 : L'onguent admirable                                          | Christophe Arleston                 | Jean-Louis Mourier                    |                  | Soleil Productions       |
| octobre   | Les Formidables Aventures de Lapinot no 2 : Slalom                                    | Lewis Trondheim                     | Lewis Trondheim                       |                  | L'Association            |
| mai       | Les fous de Monk HS                                                                   | Jean-François Di Giorgio            | Benoît Roels                          |                  | Le Lombard               |
| mai       | Les Héros Cavaliers no 3 : Mark de Cornwall                                           | Patrick Cothias                     | Philippe Tarral                       |                  | Glénat                   |
| octobre   | Les Maîtres de l'orge no 2 : Margrit, 1886                                            | Jean Van Hamme                      | Francis Vallès                        |                  | Glénat                   |
| septembre | Les Motards no 10 : Monomoto                                                          | Charles Degotte                     | Charles Degotte                       |                  | Dupuis                   |
| février   | Les Petits Hommes no 29 : Choucroute Melba                                            | Seron                               | Seron                                 |                  | Dupuis                   |
| mai       | L'intégrale des pieds nickelés Tome 15 : Cambrioleurs - Esthéticiens - Hippies        | René Pellos                         | René Pellos                           |                  | Vents d'Ouest            |
| août      | L'intégrale des pieds nickelés Tome 16 : Contrôle des changes - Contre P.N. - Safaris | René Pellos                         | René Pellos                           |                  | Vents d'Ouest            |
| octobre   | L'intégrale des pieds nickelés Tome 17 : Campeurs - Sports d'hiver - Se blanchissent  | René Pellos                         | René Pellos                           |                  | Vents d'Ouest            |
| mars      | Les Tours de Bois-Maury no 9 : Khaled                                                 | Hermann                             | Hermann                               |                  | Glénat                   |
| mars      | Les trois cheveux blancs                                                              | Yann                                | René Hausman                          |                  | Dupuis - Aire libre      |
| septembre | Les Tuniques bleues no 35 : Captain Nepel                                             | Raoul Cauvin                        | Lambil                                |                  | Dupuis                   |
| septembre | Lou Smog no 5 : Menace UFO                                                            | Georges Van Linthout                | Georges Van Linthout                  |                  | Le Lombard               |
| avril     | Lova (2)                                                                              | Jean-Claude Servais                 | Jean-Claude Servais                   |                  | Dupuis - Aire libre      |
| septembre | Lucky Luke no 62 : Les Dalton à la noce                                               | Xavier Fauche - Jean Léturgie       | Morris                                |                  | Lucky Productions        |
| mai       | Mangecœur Tome 1 : La Chrysalide diaprée                                              | Mathieu Gallié                      | Jean-Baptiste Andréae                 |                  | Vents d'Ouest            |
| octobre   | Marsupilami no 8 : Le temple de Boavista                                              | André Franquin - Yann               | Batem                                 |                  | Marsu Productions        |
| avril     | Matador no 2 : La part du feu                                                         | Gani Jakupi                         | Hugues Labiano                        |                  | Glénat                   |
| août      | Mauro Caldi no 6 : Les voleurs de Ferrari                                             | Denis Lapière                       | Michel Constant                       |                  | Alpen Publishers         |
| janvier   | Michel Vaillant no 56 : Le maître du monde                                            | Jean Graton                         | Jean Graton - Guillaume Lopez         |                  | Graton éditeur           |
| février   | Neige no 6 : Le Pisse-Dieu                                                            | Didier Convard                      | Gine                                  |                  | Glénat                   |
| août      | Pacush Blues no 8 : Sentence huitième : La Logique du pire                            | Ptiluc                              | Ptiluc                                |                  | Vents d'Ouest            |
| octobre   | Papyrus no 13 : Le seigneur des crocodiles                                            | Lucien De Gieter                    | Lucien De Gieter                      |                  | Dupuis                   |
| août      | Pasolini HS : Pig! Pig! Pig!                                                          | Jean Dufaux                         | Massimo Rotundo                       |                  | Glénat                   |
| mai       | Pierre Tombal no 10 : Dégâts des os                                                   | Raoul Cauvin                        | Marc Hardy                            |                  | Dupuis                   |
| janvier   | Poupée d'ivoire no 4 : Le tombeau Scythe                                              | Franz                               | Franz                                 |                  | Glénat                   |
| mars      | Professeur Stratus no 2 : La forteresse amphibie                                      | Guy Counhaye                        | Guy Counhaye                          |                  | Le Lombard               |
| mars      | Rantanplan no 4 : Le clown                                                            | Jean Léturgie - Xavier Fauche       | Michel Janvier - Morris               |                  | Lucky Productions        |
| mai       | Rantanplan n°5B1 : Bétisier 1                                                         | Jean Léturgie - Xavier Fauche       | Michel Janvier - Morris               |                  | Lucky Productions        |
| mai       | Rantanplan n°6B2 : Bétisier 2                                                         | Jean Léturgie - Xavier Fauche       | Michel Janvier - Morris               |                  | Lucky Productions        |
| mai       | Ric Hochet no 52 : Le maître de l'illusion                                            | André-Paul Duchâteau                | Tibet                                 |                  | Le Lombard               |
| mai       | Rosa thuringae no 1 : L'Eclipse de Lune                                               | Éric Boisset                        | Christine Oudot                       |                  | Vents d'Ouest            |
| octobre   | Rubine no 1 : Les mémoires troubles                                                   | Mythic                              | Dragan de Lazare - François Walthéry  |                  | Le Lombard               |
| mai       | Samba Bugatti no 2 : Monkey-Rock                                                      | Jean Dufaux                         | Griffo                                |                  | Glénat                   |
| novembre  | Sambre no 2 : Révolution, révolution...                                               | Yslaire                             | Yslaire                               |                  | Glénat                   |
| octobre   | Sammy no 30 : Les gorilles portent jupon                                              | Raoul Cauvin                        | Berck                                 |                  | Dupuis                   |
| août      | Sang-de-Lune no 2 : Sang-Marelle                                                      | Jean Dufaux                         | Viviane Nicaise                       |                  | Glénat                   |
| février   | Soda no 4 : Dieu est mort ce soir                                                     | Tome                                | Bruno Gazzotti                        |                  | Dupuis                   |
| novembre  | Soda no 5 : Fureur chez les saints                                                    | Tome                                | Bruno Gazzotti                        |                  | Dupuis                   |
| janvier   | Solange no 5 : La grande illusion                                                     | Marco Tomatis                       | Cinzia Ghigliano                      | Cinzia Ghigliano | Casterman                |
| avril     | Spirou et Fantasio no 44 : Le rayon noir                                              | Tome                                | Janry                                 |                  | Dupuis                   |
| avril     | Sylvain de Rochefort no 3 : Prisonniers de Baalbek                                    | Bom                                 | Thierry Cayman                        |                  | Le Lombard               |
| août      | Tendre Banlieue no 8 : La signature                                                   | Tito                                | Tito                                  |                  | Casterman                |
| mai       | The Black Hawk Line no 4 : Après la guerre                                            | Jack Staller                        | Jack Staller                          |                  | Le Lombard               |
| janvier   | Théodore Poussin no 7 : La Vallée des Roses                                           | Frank Le Gall                       | Frank Le Gall                         |                  | Dupuis                   |
| novembre  | Thorgal no 19 : La Forteresse invisible                                               | Jean Van Hamme                      | Grzegorz Rosiński                     |                  | Le Lombard               |
| février   | Tif et Tondu no 40 : Prise d'otages                                                   | Denis Lapière                       | Alain Sikorski                        |                  | Dupuis                   |
| novembre  | Tif et Tondu no 41 : A feu et à sang                                                  | Denis Lapière                       | Alain Sikorski                        |                  | Dupuis                   |
| avril     | Timon des Blés no 6 : "Patriote"                                                      | Daniel Bardet                       | Élie Klimos                           |                  | Glénat                   |
| août      | Les Timour no 31 : Le fouet d'Arafura                                                 | Sirius                              | Sirius                                |                  | Dupuis                   |
| mars      | Toupet no 5 : Toupet attaque à l'aube                                                 | Christian Godard                    | Albert Blesteau                       |                  | Dupuis                   |
| avril     | Tramp no 1 : Le piège                                                                 | Jean-Charles Kraehn                 | Patrick Jusseaume                     |                  | Dargaud                  |
| juin      | Trent no 3 : Quand s'allument les lampes                                              | Rodolphe                            | Leo                                   |                  | Dargaud                  |
| décembre  | Vasco no 12 : Les princes de la ville rouge                                           | Gilles Chaillet                     | Gilles Chaillet                       |                  | Le Lombard               |
| mai       | Victor Sackville no 8 : Pavel Strana : Pacte à Lucerne (2)                            | François Rivière - Gabrielle Borile | Francis Carin                         |                  | Le Lombard               |
| août      | Yakari no 19 : La barrière de feu                                                     | Job                                 | Derib                                 |                  | Casterman                |
| mars      | Yoko Tsuno no 19 : L'or du Rhin                                                       | Roger Leloup                        | Roger Leloup                          |                  | Dupuis                   |

### Comics
| Sortie | Titre       | Scénariste | Dessinateur | Coloriste | Éditeur |
| ------ | ----------- | ---------- | ----------- | --------- | ------- |
| ?      | à compléter |            |             |           |         |
| ?      | …           |            |             |           |         |

### Mangas
| Sortie | Titre           | Scénariste     | Dessinateur    | Éditeur |
| ------ | --------------- | -------------- | -------------- | ------- |
| 17 mai | Dragon Ball T.1 | Akira Toriyama | Akira Toriyama | Glénat  |

## Décès
- 21 février : Harvey Kurtzman, auteur de comics (Mad, Little Annie Fanny)
- 19 mars : Alden McWilliams, auteur de comics
- 20 avril : Charles Degotte
- 30 mai : Marge, autrice de comic strips (Petite Lulu)
- 28 juillet : Jacques Laudy
- 20 octobre : Gaylord DuBois scénariste de comics
- 9 novembre : Ross Andru
- 11 novembre : John Stanley, auteur de comics